# Cristianisme

Branques del cristianisme

El cristianisme (del grec: Xριστός, Khristós, Crist, literalment, 'ungit') és una religió abrahàmica monoteista basada en la vida i els ensenyaments de Jesús de Natzaret segons es presenta al Nou Testament. Els adherents d'aquesta fe, coneguts com a «cristians» —del grec Χριστιανός, khristianós— creuen que Jesús és el Messies profetitzat al Tanakh (aquella secció de l'escriptura comuna al cristianisme i el judaisme, i que es correspon a l'Antic Testament de la Bíblia cristiana).
El fonament de la teologia cristiana s'expressa en els primers credos ecumènics els quals contenen declaracions que són generalment acceptades per la majoria dels creients. Aquestes professions de fe declaren que Jesús patí, morí per crucifixió, fou enterrat i ressuscità per obrir el cel a tots els que hi creuen i hi confien per a la remissió dels seus pecats. Aquests credos també ensenyen que Jesús ascendí al cel i que tornarà a la terra per jutjar els vius i els morts. Segons la fe cristiana, Jesús és considerat un model de vida virtuosa, així com salvador i Déu encarnat. El missatge de la vida i obra de Jesús es coneix com l'Evangeli—del grec ευαγγέλιον, evanguélion, literalment 'bona nova'.
El cristianisme començà com a secta del judaisme, que s'originà en la regió mediterrània oriental, creixent ràpidament en nombre de creients i en influència amb el pas del temps fins a convertir-se en la religió dominant de l'Imperi Romà. Durant l'edat mitjana, la major part d'Europa fou cristianitzada i existiren minories importants de cristians a l'Orient Mitjà, el nord d'Àfrica i algunes regions de l'Índia. Després de l'Era dels descobriments i degut a les missions i colonitzacions, el cristianisme s'estengué a Amèrica, Austràlia i altres regions del món. Al començament del segle xxi, hi havia al voltant de 1.500 milions de practicants, o el 25% de la població mundial.

## Història del cristianisme
Els únics documents històrics sobre el començament del cristianisme són els evangelis del Nou Testament i el llibre dels Fets dels Apòstols. El cristianisme es va originar al segle i a partir del judaisme, immediatament després de la mort de Jesús de Natzaret. Els creients van ser anomenats cristians per primera vegada a Antioquia, on es van establir després de la persecució inicial a Judea.

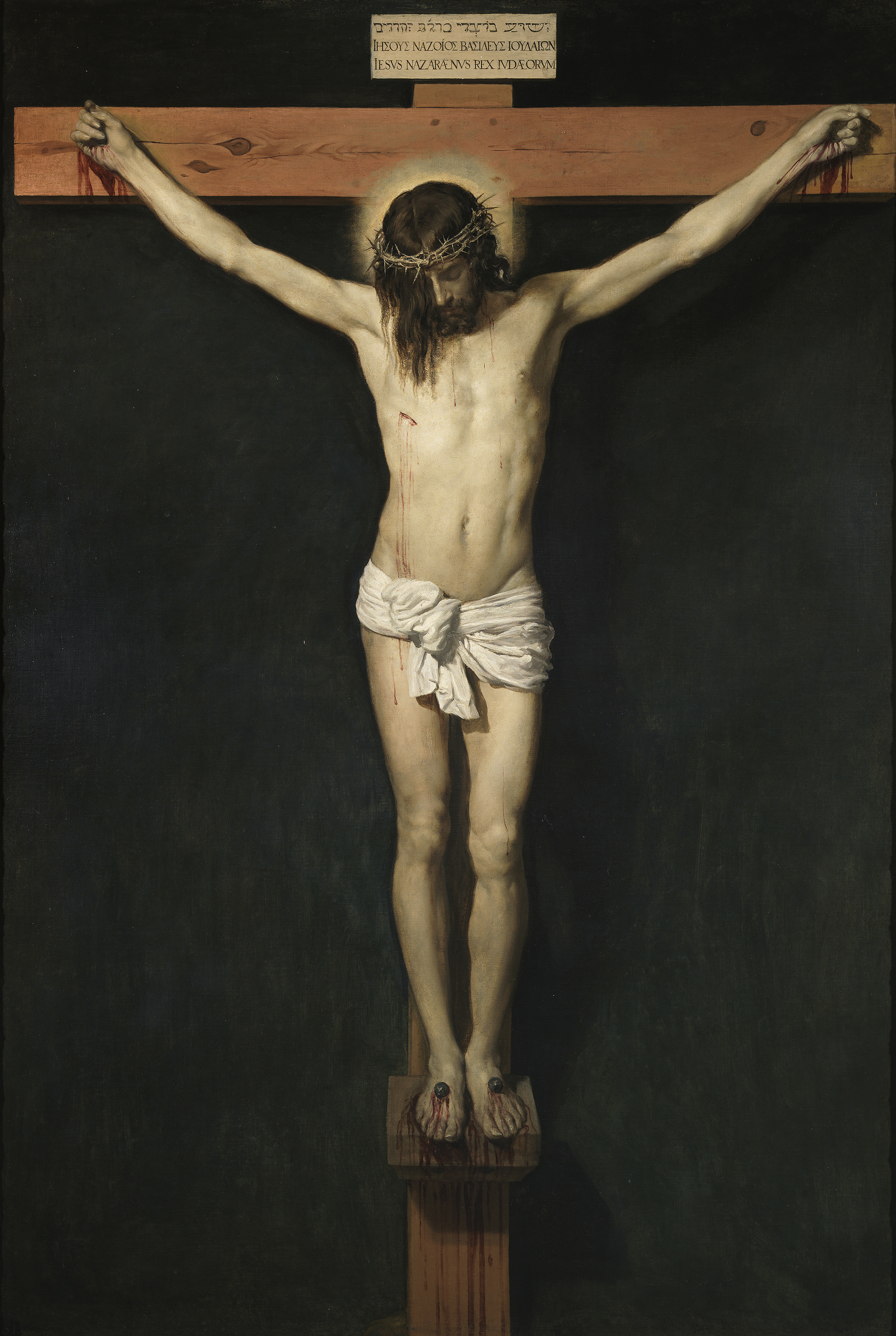
Crist crucificat, de Diego de Velázquez.

Després del Concili de Jerusalem, els primers seguidors de Jesús, originalment jueus, segons la tradició cristiana, per revelació de l'Esperit Sant, van acceptar als gentils (no jueus) a la fe cristiana. L'apòstol Pau va portar l'evangeli a diverses regions de l'Imperi Romà. Després de tres segles de persecució es va convertir en la religió oficial de l'Imperi, amb la conversió del llavors emperador Constantí, cosa que va assegurar la seva expansió a tot Europa, Nord d'Àfrica, i part d'Àsia.
Al segle xi, després d'un període extensiu d'allunyament entre el cristianisme catòlic romà occidental i el cristianisme ortodox de l'est, es produí el Gran Cisma d'Orient, que fou l'esdeveniment que va dividir les dues esglésies. La causa principal del cisma fou la disputa sobre l'autoritat papal: el papa deia tenir autoritat sobre els quatre altres patriarques, i aquests deien que la supremacia del patriarca de Roma era només honorària, i que la seva jurisdicció només era sobre la seva regió, l'occident. Hi havia altres causes menors que van produir el cisma, principalment petits conflictes doctrinals o de pràctiques tradicionals de la litúrgia.
Al segle xvi, hi hagué un moviment de renovació de l'Església Catòlica a l'Europa Occidental, promogut per Martí Luter, anomenat Reforma Protestant. Tot i que la intenció era la renovació, els moviments van acabar amb l'escissió dels grups reformistes i amb l'establiment de noves institucions, principalment, el luteranisme, el calvinisme i l'anabaptisme.
A partir del segle xvi, els països europeus van introduir el cristianisme a Amèrica i altres parts del món. El cristianisme és la religió majoritària als Països Catalans fins avui com a la majoria dels països europeus, tot i que el país amb més creients són els Estats Units.

## Doctrina

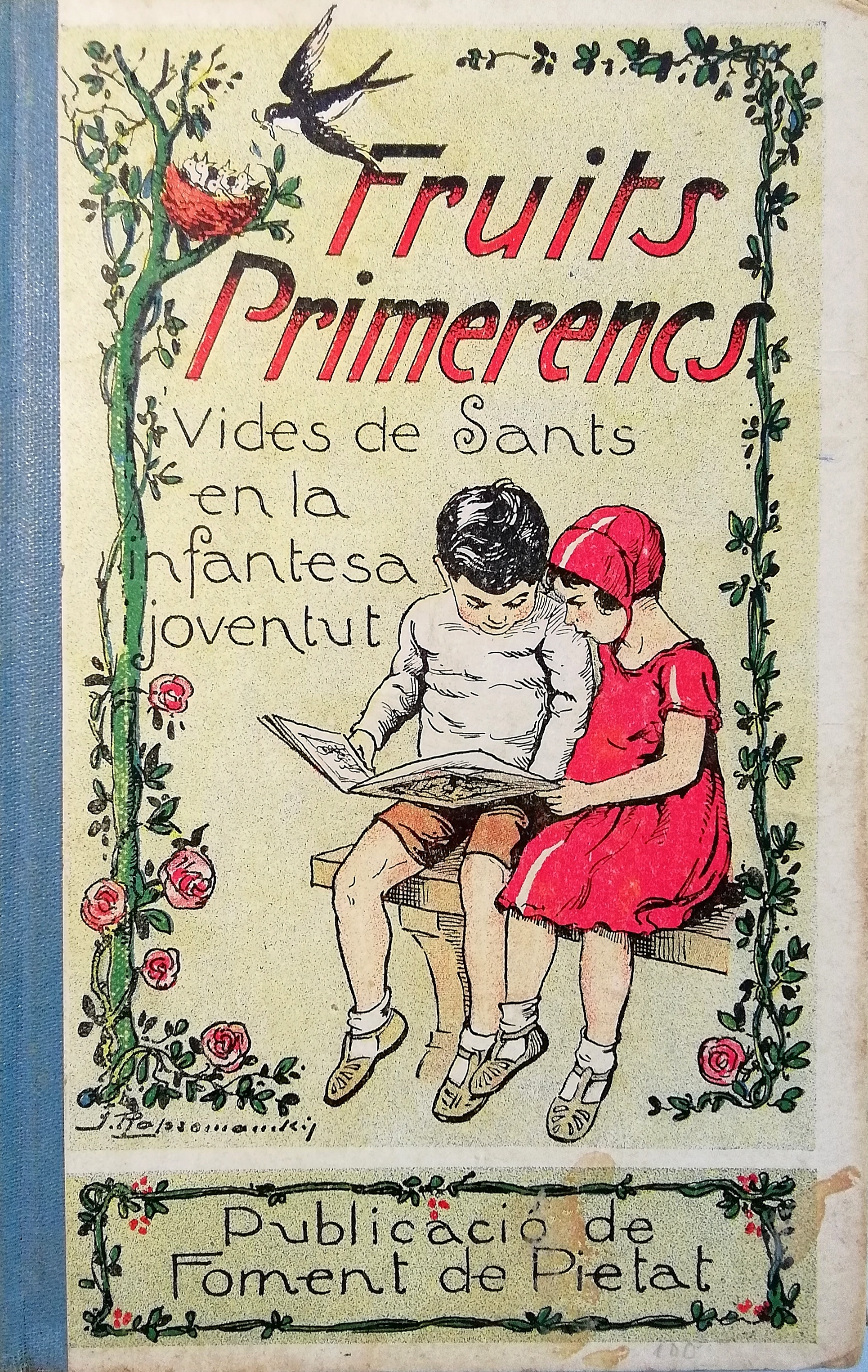
Llibre destinat a l'aprenentatge de les vides dels sants i de la sagrada bíblia. Publicat a Barcelona per Foment de Pietat l'any 1934

Encara que hi ha diferències en alguns aspectes de les creences de les diferents denominacions cristianes, totes comparteixen una doctrina bàsica. Aquesta doctrina estableix que el cristianisme és el compliment del judaisme, ja que Jesús de Natzaret és el messies profetitzat en les escriptures de l'Antic Testament que conformen el Tanakh jueu.
La creença central del cristianisme és que per mitjà de la fe en la mort i la resurrecció de Jesús, la humanitat pot ser salvada de la mort (física i espiritual), per la redempció dels seus pecats, és a dir, faltes, desobediència i rebel·lió contra Déu. Per mitjà de la gràcia de Déu, la fe i el penediment, els homes i les dones poden ser reconciliats amb Déu per mitjà del perdó i la santificació.
Els següents aspectes han format part del fonament doctrinal del cristianisme (avui, els restauracionistes no accepten alguns d'aquests aspectes):
- Déu és una Trinitat, un ésser etern que existeix en tres persones: Pare, Fill (El Logos Diví encarnat, Jesucrist) i Esperit Sant.
- Jesús és completament Déu i completament humà.
- Maria, la mare de Jesús, va donar a llum el Fill de Déu, per mitjà de la concepció de l'Esperit Sant, sent verge.
- Jesús és el Messies esperat pels jueus, i hereu al tron de David.
- Jesús és innocent de tot pecat. Per mitjà de la mort i resurrecció de Jesús, els creients són perdonats dels seus pecats i són reconciliats amb Déu. Per mitjà de la fe, els creients reben l'Esperit Sant.
- Jesús retornarà personalment i corporalment a la terra per jutjar la humanitat, i portar els fidels a la presència de Déu.
- La Bíblia és la Paraula inspirada de Déu, escrita per homes.

## Pràctiques sacramentals

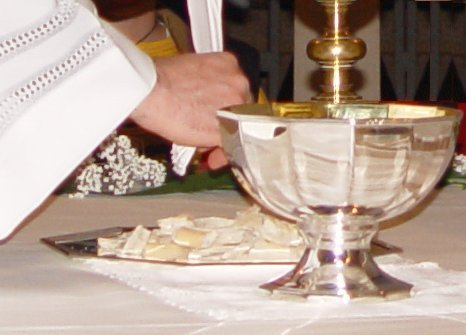
Fracció del pa en l'Eucaristia.

Amb Línies generals, Jesucrist és per als cristians el Fill de Déu, pel que les seves pràctiques s'orienten cap a la seva relació amb Déu, de la qual es desprenen les seves activitats típiques.
Dins de les pràctiques ortodoxes i catòliques, destacant especialment set sagraments:
- Baptisme, signe iniciàtic d'introducció al cristianisme. (Baptisme en el Jordà per Joan Baptista);
- Confirmació, signe que ratifica la fe en Jesucrist
- Eucaristia, signe litúrgic de l'església catòlica. (Sant Sopar)
- Penitència, signe de perdó, penediment dels pecats
- Ordre Sacerdotal, pel qual s'inicien els sacerdots. (Lavatori de peus)
- Matrimoni, celebració de la unió d'un home i una dona davant Déu i la comunitat
- Unció dels malalts, signe d'assistència al malalt.

Les diverses denominacions sorgides després de la Reforma Protestant reconeixen molt menys de set d'aquests en nombre variable, en general, els protestants reconeixen la naturalesa sacramental del baptisme i el Sant Sopar (Eucaristia) i els de línia calvinista reconeixen la professió de fe equivalent a la Confirmació dels catòlics, però només quan la persona ja és totalment conscient de la seva salvació (actitud que també ha anat guanyant acceptació entre diversos grups catòlics). Grups anabaptistes i germandats afegeixen la immersió.
Pentecostals i grups carismàtics emfasitzen els «dons de l'Esperit» com ara la sanitat espiritual, profecia, exorcisme, parlar en llengües, o (molt ocasionalment) maneig de serps. Els quàquers neguen per complet el concepte de sagrament, però els seus «testimonis» de pau, integritat, uniformitat, i senzillesa poden ser esmentats com a equivalents funcionals. En general, la línia principal protestant tendeix a veure els rituals més una commemoració que un misteri. El seu concepte de pràctiques cristianes inclou actes de pietat personal com l'oració, lectura de la Bíblia, i un intent de viure d'una forma moralment correcta. Una profunda tradició diu que és impossible per a la gent reformar-se per si mateixa, però que aquest progrés només pot passar amb la gràcia de Déu.

### Baptisme

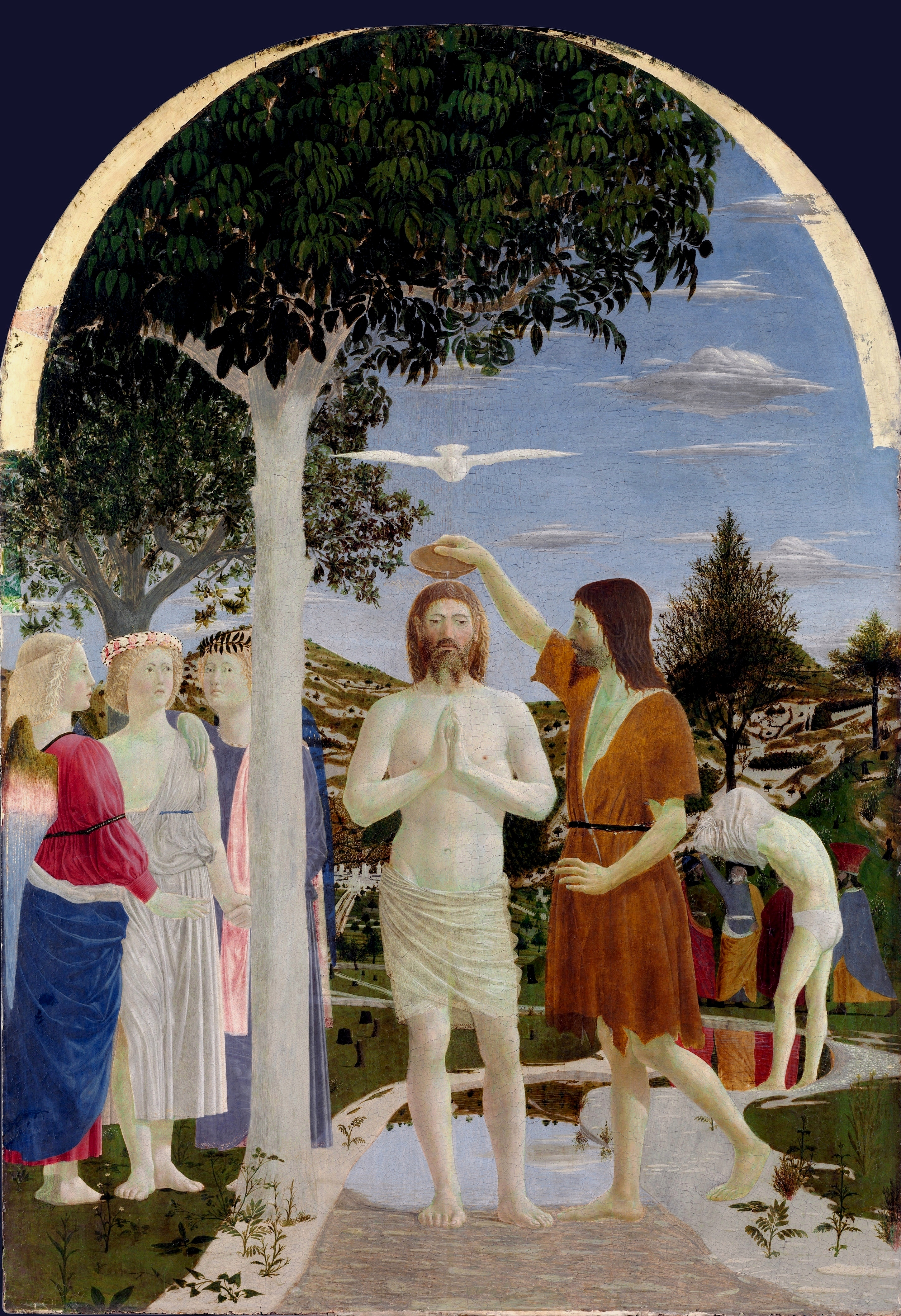
Representació del baptisme de Jesús

El baptisme és un ritu usual per mitjà del qual es fa una benvinguda al cristianisme. Involucra ruixar o vessar aigua al front o la immersió en aigua. Es pot aplicar tant a nens com a «creients adults» (el qual pot incloure joves adolescents). Algunes tradicions, com la que mantenen els baptistes insisteixen que el baptisme per immersió d'adults creients és l'únic mètode vàlid, ja que la paraula per «baptisme» que apareix en el text grec koiné en el qual va ser escrit el Nou Testament,baptizein, vol dir 'submergir', 'capbussar'. D'altres, com els catòlics i ortodoxos, han reconegut tots dos mètodes en totes les èpoques, però afegeixen restriccions de qui pot dirigir vàlidament el ritual.
El baptisme prové de la pràctica jueva de la immersió ( mikveh ) per a propòsits d'un ritual de purificació. La pràctica cristiana és derivada de l'anomenat de Joan Baptista al penediment ( metànoia ), i, segons el catolicisme, és per purificació del pecat original o, segons la pràctica protestant, per manifestar públicament un nou naixement espiritual. Al contrari que el ritual jueu de la immersió, un cristià només es pot batejar (vàlidament) una vegada.

### Adoració setmanal
En el llibre Primera Apologia de Justí Màrtir (capítol LXVII) es descriu un servei del segle ii, que es pot aplicar igualment a la majoria de les esglésies d'avui, que fan referència els següents components.
- Lectura de les Escriptures iniciant amb una lectura de l'Antic Testament, un dels Evangelis o una Epístola. Sovint s'ordenen sistemàticament en un cicle anual, usant un llibre anomenat leccionari.

- Un sermó. En temps antics això seguia a les lectures de les Escriptures (cas que encara s'aplica en el catolicisme), en altres casos això passa al final del servei.

- Oració congregacional i acció de gràcies. Normalment això passa regularment durant el servei. Justí no esmenta això, però alguns corrents cristians els entonen com himnes. El parenostre és comunament recitat. En molts corrents protestants això ha estat substituït per càntics.

- L'Eucaristia (també anomenada Comunió Santa), és un ritual en el qual petites quantitats de pa i vi es mengen i prenen. Els protestants diuen que representen el cos i la sang de Crist, ortodoxos i catòlics diuen que es transformen amb el cos i la sang de Crist (la doctrina de la transsubstanciació). Les esglésies a la família "litúrgica" (ortodoxos, catòlics i alguns anglicans) veuen això com la part principal del servei, mentre que els protestants ho celebren de manera menys freqüent. En molts casos hi ha restriccions de qui pugui prendre part, per exemple, només catòlics que no es trobin en pecat mortal poden prendre part en una Església Catòlica.

- Una «collita» d'«ofrenes» en el qual a les persones se'ls demana que contribueixin amb diners. Els cristians tradicionalment fan servir aquests diners no només per mantenir l'església, sinó també per a obres de caritat de diversos tipus.

Hi ha un gran nombre de variacions o excepcions, en algunes ocasions, rituals com baptismes o casaments s'incorporen al servei. En moltes esglésies d'avui, els nens i els joves són excusats d'anar al servei principal per anar a l'Escola Dominical. Moltes denominacions es desvien del patró general en una forma més fonamental. Per exemple, els adventistes del setè dia es reuneixen en dissabte (el Sàbat bíblic), no com la resta de les branques del cristianisme, que les fan en diumenge. Pentecostals i carismàtics asseguren moure's espontàniament en l'Esperit Sant, en comptes de seguir un ordre formal de servei. En les reunions dels quàquers, els participants s'asseuen silenciosament fins que són moguts per l'Esperit Sant per parlar.
En algunes denominacions (principalment les litúrgiques), el servei és dirigit per un sacerdot. En altres (principalment entre protestants), hi ha un ministre, predicador o pastor. Altres grups poden tenir dèficit de líders formals, sigui per principi o per necessitat local. A més, hi ha serveis "grans" d'església, caracteritzats per una gran solemnitat i rituals, i serveis "menors" on una atmosfera més casual preval, fins i tot si el servei en qüestió és de naturalesa litúrgica.
A esglésies ortodoxes, la congregació tradicionalment es manté a través de la litúrgia. Els catòlics romans i moltes esglésies protestants segueixen una mica predeterminat on els participants es posen dret per cantar, s'agenollen per pregar, i s'asseuen per escoltar (per exemple, en el sermó). Altres són menys programats, i poden ser molt animats i espontanis. Normalment s'incorpora música, i sovint inclou un cor o orgue. Algunes esglésies usen només música a cappella, sigui com a regla (moltes Esglésies de Crist objecten l'ús d'instruments musicals en l'adoració) o per tradició (com en l'ortodoxa). Una tendència recent és el creixement de l'"adoració integrada", la qual combina la litúrgia amb espontaneïtat. Aquest ordre en l'adoració és sovint un resultat de la influència de la renovació carismàtica dins de les esglésies que són tradicionalment litúrgiques.

### Estil de vida cristiana

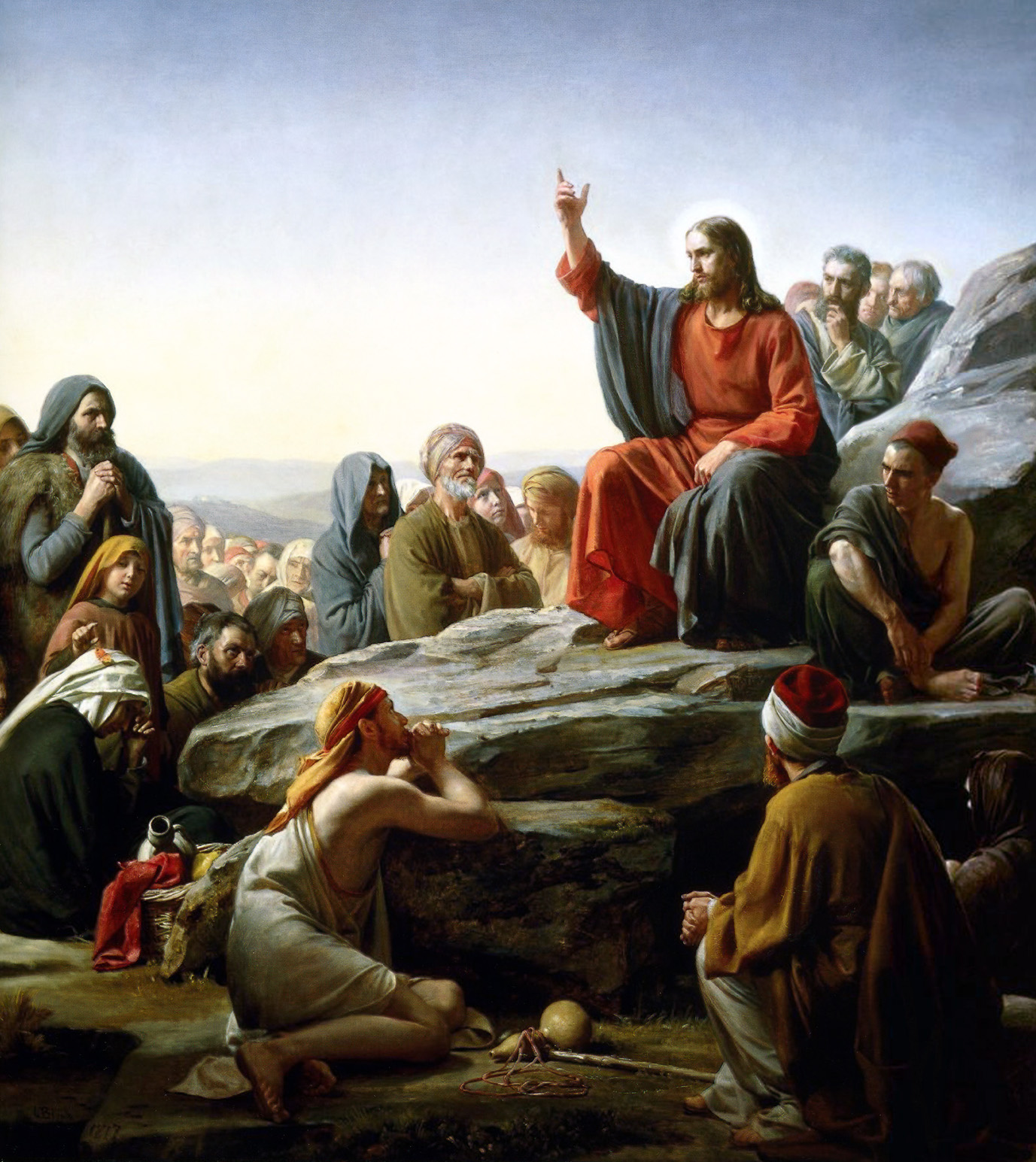
El Sermó de la muntanya

Al contrari que en altres religions, el cristianisme no ha desenvolupat un codi legislatiu religiós, probablement pel fet que l'Imperi Romà ja posseïa un codi penal funcional, fent innecessari per les autoritats cristianes duplicar diverses de les seves prohibicions.
Hi ha una gran tradició dins del cristianisme en dir que Crist excedeix les lleis del judaisme, que l'amor (a Déu i al proïsme) és el "Gran Manament", des del qual totes les altres lleis morals són obtingudes; que cap ésser humà pot esperar evitar el pecat completament; que una persona no ha de jutjar a d'altres (tenint Déu aquest únic privilegi), entre d'altres.
Tot i així, el Nou Testament també conté importants guies morals per als cristians: al Sermó de la muntanya Jesús demana als seus seguidors, entre altres coses, d'estimar els seus enemics, ser perseverants, compassius i humils; a Marc 10:21 demana a un «jove ric» que vengui les seves possessions i que doni els diners als pobres. No obstant això, la comanda de Jesús en aquest cas no va ser un enfocament a viure una vida sense cap riquesa, sinó més aviat desemmascarant la idolatria al cor de la majoria dels rics.
Alguns cristians diuen que aquestes directives són extraordinàriament difícils, vorejant l'impracticable. Al mateix temps, la majoria dels cristians admiren aquells les vides dels quals semblen personificar aquests principis, com Francesc d'Assís, Albert Schweitzer o la Mare Teresa.
Alguns judicis morals de Jesús són més abordables, però encara no són de pràctica general entre tots els cristians. Al Sermó de la muntanya ell parla en contra del divorci (un tema controvertit en moltes denominacions cristianes), i contra el jurament (una prohibició emfatitzada principalment pels quàquers).

### Pregària
Totes les versions i variacions conegudes del cristianisme practiquen l'oració. Les oracions cristianes podent ser formulades, improvisades o (segons els carismàtics) inspirades per l'Esperit Sant. Les oracions normalment s'agrupen en categories d'acció de gràcia, adoració, petició, intercessió i comunió. Les oracions cristianes poden ser dirigides a Déu Pare, a Crist o un sant (en el cas dels catòlics i ortodoxos). Els catòlics han desenvolupat una pràctica devocional de pregar al rosari. Entre les oracions formulistes el parenostre i els Salms, i en cercles catòlics l'avemaria són molt comuns.
La pregunta per l'eficàcia de l'oració és plena de disputes teològiques. Algunes esglésies ensenyen que l'oració és capaç d'alterar l'ambient físic, tenint en compte coses com la sanitat espiritual. Exemples d'aquest tipus d'esglésies inclouen la Ciència Cristiana així com diverses esglésies del Nou Pensament.
Al final de cada oració, normalment es diu «Amén» ('així sigui').

### Festivitats
Catòlics, cristians orientals i prop de la meitat dels protestants segueixen un any litúrgic amb diverses festivitats.
Fins i tot cristians que no segueixen una tradició litúrgica se'ls pot veure celebrant Nadal i Pasqua, encara que hi ha desacord pel que fa a les dates de celebració. Unes quantes esglésies objecten el reconeixement de festivitats especials, però no obstant això afirmen els esdeveniments que se celebren a les festivitats. En aquesta matèria, l'encarnació i resurrecció de Crist se celebra en els serveis de cada església.
Una antiga tradició en el cristianisme (probablement inspirada en la tradició jueva) i practicada per Jesús durant la seva vida, era el dejuni. El catolicisme distingeix entre "dejuni" (que involucra tres menjades diàries, en les quals només una pot incloure carn vermella) i "abstinència" (cap carn vermella). El període de dejuni més conegut és la quaresma. En l'actualitat, l'església catòlica ha anat substituint aquesta pràctica per un dejuni que implica privar d'alguna cosa desitjable com a ofrena a Déu. Prop de la meitat dels protestants no tenen la tradició del dejuni. En esglésies evangèliques i denominacions paradenominacionals, el dejuni es practica sovint, molts dels quals el porten a terme amb abstinència total d'aliments durant un lapse de temps, ingerint només aigua.

## Sagraments
El cristià ha de viure la seva vida quotidiana d'acord amb la moral cristiana i ha de relacionar-se amb freqüència amb Déu mitjançant la pregària, que pot ser un diàleg personal o basar-se en fórmules preestablertes, com el parenostre. En el catolicisme, per entrar en contacte directe amb la divinitat cal rebre els sagraments, oficiats per un sacerdot com a intermediari, mentre que el protestantisme, l'únic intermediari entre Déu i l'home és Jesucrist. El nombre de sagraments varia segons la branca del cristianisme. Els més acceptats són el baptisme i la comunió, mentre que el catolicisme reconeix fins a Set Sagraments.
El cristianisme fomenta la vida en comunitat, per això estableix una estona d'adoració conjunta, coneguda en el catolicisme com a missa. La missa pot ser diària però la més important és la del diumenge i les de festes d'especial rellevància, com la Pasqua o Nadal. A la missa s'inclouen lectures de la Bíblia, sermons del sacerdot, el sagrament de l'eucaristia i una estona de trobada entre els fidels. Cada parròquia pot programar les seves misses, decidint horaris i part del contingut, però el tema de les lectures i el procés general ve marcat des de la jerarquia eclesiàstica i el calendari litúrgic.

## Símbols
El símbol més conegut del cristianisme és sens dubte la creu, del qual hi ha una gran varietat de formes. Diverses denominacions tendeixen a afavorir creus distintives: el crucifix per als catòlics —dins el qual diversos ordes religiosos també inclouen variants per a identificar-se, com la Creu de Tau franciscana o la Creu de Calatrava dels Dominics—, la creu ortodoxa per als ortodoxos, una creu sense ornaments per als protestants. Tanmateix, no és una regla utilitzar una creu o altra. Altres símbols cristians inclouen el símbol d'un peix o Ichthys (del grecIchthys) la qual es diu prové de l'acrònim I (Iesous), Ch (Christos), Th (Theou), I (Hyos, la "h" l'accent en grec), S (Soter), o "Jesús, Crist, Fill de Déu, Salvador", el que va ser utilitzat pels cristians primitius, igual que l'àncora.
Constantí I el Gran va utilitzar també el Crismó per identificar-se amb el cristianisme, aquest últim està format per les dues primeres lletres gregues del nom «Crist».

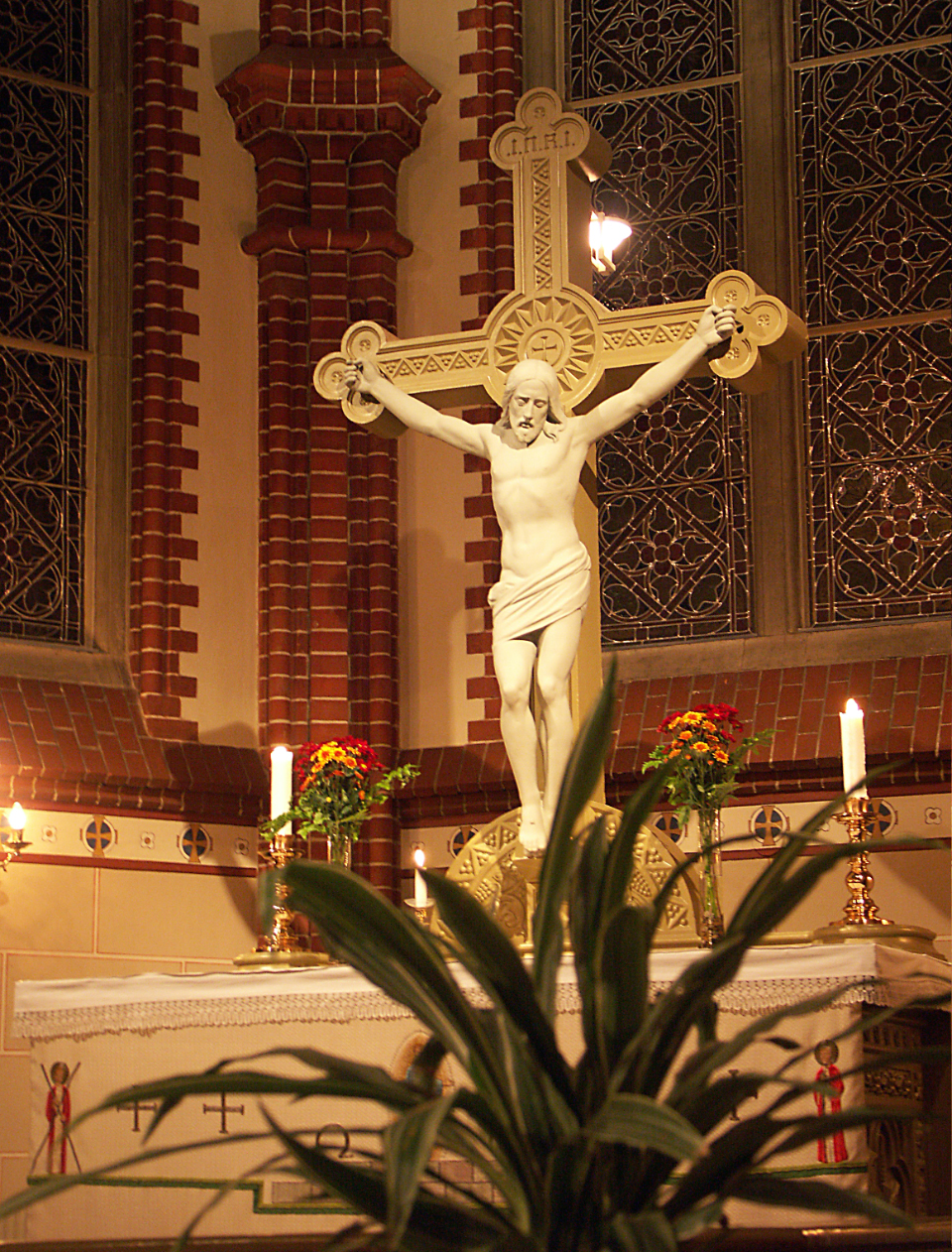
Crucifix
Ichthys
Creu ortodoxa
Crismó

## Diversitat d'esglésies i grups cristians

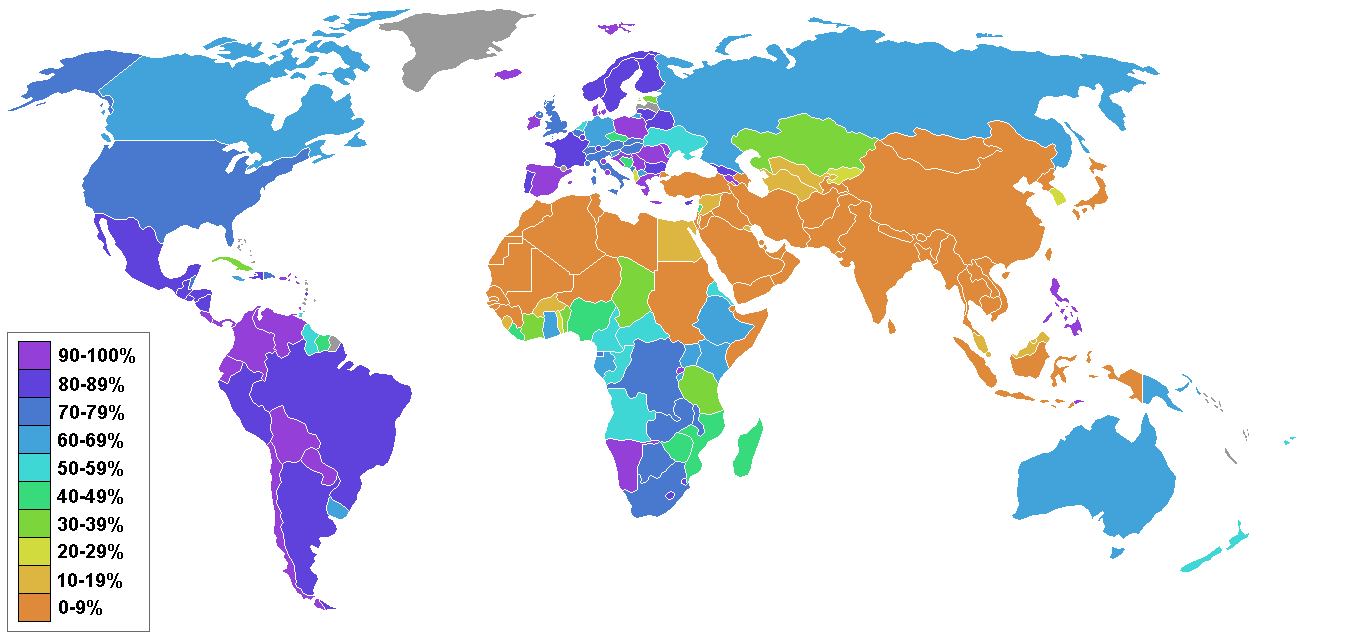
Percentatge de grups cristians per país

L'Església Catòlica i Esglésies Ortodoxes o Orientals (tant en comunió amb Roma o autocèfales) són governades per una jerarquia: els bisbes dirigeixen regions locals (anomenades diòcesis) i nomenen sacerdots per a administrar congregacions individuals. En l'Església Catòlica l'autoritat suprema la posseeix el bisbe de Roma, que és anomenat el Papa (del llatí papa, que significa 'pare'). És elegit per un Col·legi Cardenalici i normalment és un càrrec vitalici.
Les esglésies ortodoxes i orientals poden ser descrites com a xarxes d'esglésies en què els bisbes estan "en comunió" els uns amb els altres. No tenen una figura similar a la del Papa, encara que els Patriarques presideixen certes parts de l'església. L'Església Anglicana, en el seu govern, també és episcopal, és a dir, és dirigida per bisbes.
Els Antics Creients es van aixecar quan alguns creients ortodoxos russos es rebel·len en contra dels seus bisbes pel tema de les "reformes" del Patriarca Nicó. Encara que la seva motivació original era prevenir els canvis en la seva religió, eventualment es van trobar en la posició d'haver de funcionar sense bisbes o sacerdots, ja que aquests últims són ordenats pels bisbes. Alguns van eliminar el rol sacerdotal, mentre que altres van buscar reclutar nous sacerdots entre els ortodoxos.
La majoria de les Esglésies Protestants no tenen l'ordre de jerarquies que caracteritza les denominacions litúrgiques. El rol de "predicadors" o "ministre" és sovint tractat com un treball ordinari, en el qual moltes esglésies creuen que poden ser omplerts amb qualsevol creient amb el suficient coneixement de Crist. Altres especifiquen que el líder de la congregació ha d'haver anat a un seminari educatiu relacionat o tenir la sensació d'haver estat "anomenat" (semblant a la vocació) per Déu en aquest rol.
L'Església de Jesucrist dels Sants dels Últims Dies és dirigida per una jerarquia consistent en un profeta i dotze apòstols. Asseguren que és la mateixa estructura que es trobava a l'església primitiva. La seva adreça és implementada en tot el món en congregacions locals per presidents i bisbes locals. No hi ha un clergat pagat i la majoria dels homes mormons són ordenats al sacerdoci o per mantenir els "decrets sacerdotals".
Un tema teològic important és: "Què és l'església?" 
La majoria dels cristians accepten que existeix només una sola Església, a la que els credos clàssics es refereixen; aquest credo s'identifica amb "el cos de Crist". Els catòlics romans i els ortodoxos consideren que l'església és una realitat espiritual i també una comunitat existent i visible. Els catòlics romans identifiquen aquesta església com la que subsisteix en l'Església Catòlica Romana, mentre que els ortodoxos consideren que la seva branca d'esglésies són l'"església veritable". Els protestants tendeixen a veure "l'església" com una entitat invisible que es pot distingir de la unió de tots els creients "veritables" (que prenen a Jesucrist com el seu Senyor) existents dins de diverses denominacions cristianes. Alguns grups (Testimonis de Jehovà, mormons) asseguren que només ells són l'església veritable. Tant en l'Església Catòlica, com entre diverses comunitats protestants existeixen alguns corrents ecumènics que tendeixen a universalitzar.

### Branques del cristianisme
El cristianisme està dividit en diferents esglésies, nascudes en diferents moments de la història d'aquesta religió i en diferents entorns culturals i socials. Les branques principals solen ser agrupades de la manera següent:
- Església Catòlica Romana, la més nombrosa, que accepta l'autoritat del Papa de Roma. Amb més de mil milions de membres batejats, inclou fidels de tradició llatina i d'altres comunitats Catòliques Orientals.
- Esglésies Protestants, que inclou un gran nombre d'Esglésies independents, generalment sorgides arran de la Reforma (segle xvi) o poc després, i que no accepten l'autoritat del Papa i centren el seu culte i doctrina exclusivament en el text de la Bíblia.
- Cristianisme ortodox, que comprèn l'Església Ortodoxa i altres esglésies de ritu oriental
- Esglésies ortodoxes orientals, que no han acceptat les conclusions del Concili de Calcedònia. Inclouen l'Església Ortodoxa Copta i l'Església Apostòlica Armènia, entre d'altres.
- Restauracionisme, que inclou altres grups com els Deixebles de Crist o les Esglésies Independents, sorgits principalment als Estats Units al segle xix. D'aquest moviment van sorgir altres grups, com per exemple els Adventistes i els Testimonis de Jehovà.
- Mormonisme, seguidors de les revelacions de Joseph Smith i incloses al Llibre del Mormó.
- Antitrinitarisme, o esglésies que rebutgen el dogma de la Trinitat i la divinitat de Jesús, principalment les esglésies unitàries, i també algunes confessions evangèliques com els cristadelfians.

## Presència

Estats amb el cristianisme com a la seva religió d'estat:
Cristianisme ortodox
Protestantisme i Anglicanisme
Catolicisme

El cristianisme és la religió amb més fidels, arribant a un 33% de la població mundial, dels quals un 17,5% es declaren catòlics, un 5,6% ortodoxos i un 3,6% anglicans. Els creients estan disminuint a Europa i augmentant a Amèrica.
Els següents estats l'han declarat religió oficial: Argentina, Armènia, Bolívia, Costa Rica, Dinamarca, El Salvador, Anglaterra, Finlàndia, Geòrgia, Grècia, Islàndia, Liechtenstein, Malta, Mònaco, Noruega, Escòcia, Suïssa i El Vaticà. El país amb més cristians és els Estats Units, seguit del Brasil i Espanya.

## Crítiques
El cristianisme conté corrents crítics en el seu interior, però també rep crítiques des d'altres confessions o des d'altres camps diferents de la religió. Un grup dels crítics se centren en la Bíblia, de la que denuncien incongruències internes, visió masclista o allunyada dels temps moderns i l'ús interessat de determinats passatges o males traduccions. S'inclouen en aquest grup els atacs contra el literalisme.
Un segon grup critica el concepte de miracle, que veuen massa proper a la màgia i la superstició. Ja David Hume va argumentar que eren impossibles perquè anaven contra les lleis de la natura i històricament els crítics han parlat dels miracles com a invencions, metàfores o descripcions de fets encara no explicats per la ciència (però en cap cas sobrenaturals).
L'anticlericalisme sovint s'ha confós amb una crítica al cristianisme, ja que els que consideren que l'església és massa jeràrquica, intolerant, lligada al poder o que manipula el missatge de Jesús poden estendre aquesta visió negativa cap a la mateixa religió.
Pel que fa a la doctrina, les crítiques comencen per la virginitat de Maria, mare de Jesús, que consideren un mite. Alguns admeten la possible encarnació o concepció virginal, però no que romangués verge durant el part (si va néixer com a home, no es pot mantenir). També es posa en qüestió que l'elecció d'un poble concret i una sola data pugui servir per a la salvació de tota la humanitat.
La teodicea o necessitat de justificar el mal amb un Déu perfecte és un afer comú a moltes religions, així com assumptes derivats (l'existència de l'infern, el paper dels nascuts no creients o el paper de la confessió).